# 1966 en Alberta
Chronologie de l'Alberta
- 1962
- 1963
- 1964
- 1965
- 1966
- 1967
- 1968
- 1969
- 1970

Cette page concerne des événements qui se sont produits durant l'année 1966 dans la province canadienne de l'Alberta.

## Politique

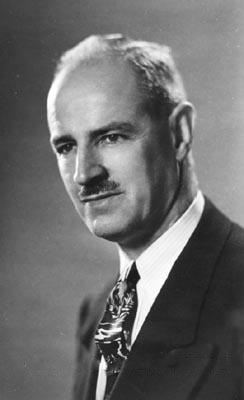
J. W. Grant MacEwan

- Premier ministre :   Ernest Manning du Crédit social
- Chef de l'Opposition : Michael Maccagno
- Lieutenant-gouverneur :  John Percy Page puis J. W. Grant MacEwan.
- Législature :

## Événements
- Mise en service de la CN Tower, immeuble de bureaux de 111 mètres de hauteur à Edmonton[1].
- Fondation de l’Université de Calgary (en anglais, University of Calgary : UofC)
- Construction du Foothills Stadium, stade de baseball, d'une capacité de 6000 places, situé à Calgary.

## Naissances
- Carl Bessai (né en 1966 à Edmonton), réalisateur canadien.

- 19 avril : Brett J. Gladman (né à Wetaskiwin), professeur associé du département de physique et d'astronomie de l'université de la Colombie-Britannique à Vancouver en Colombie-Britannique.

- 9 mai : Mark D. Tinordi (né à Red Deer), joueur de hockey sur glace ayant évolué dans la Ligue nationale de hockey. Il est le père de Jarred Tinordi.

- 3 juin : Doug Harold Houda (né à Blairmore), joueur professionnel canadien de hockey sur glace[2].
- 18 juin : Kurt Browning, né à Rocky Mountain House, est un patineur artistique.
- 30 juin : Cheryl Bernard (née à Grande Prairie) curleuse canadienne.

- 8 juillet : Dave Pasin (né à Edmonton), joueur canadien de hockey sur glace professionnel à la retraite. Il évoluait au poste de centre.
- 31 juillet : Kevin Martin, né à Killam, curleur canadien à la retraite.

- 12 août : Daryl Harpe (né à Fort McMurray), joueur professionnel canadien de hockey sur glace. Il évoluait au poste d'attaquant[3].

- 5 septembre : Greg Neish (né à High River), joueur professionnel canadien de hockey sur glace.
- 9 septembre : Alison Sydor (née à Edmonton), coureuse cycliste canadienne. Spécialiste du cross-country (VTT), elle a remporté trois championnats du monde et trois coupes du monde dans cette discipline, ainsi que la médaille d'argent aux Jeux olympiques de 1996. Elle a également couru sur route, se classant troisième du championnat du monde en 1991.

- 10 octobre : Karen Percy, née à Edmonton, skieuse alpine canadienne, originaire de Banff.

- 9 décembre : Dana Trevor Murzyn (né à Calgary), joueur professionnel canadien de hockey sur glace. Il évoluait au poste de défenseur[4].

## Décès
- 26 février : Reg Mackey, né William Reginald Wallace Mackey le 7 mai 1900 à North Gower, dans la province de l'Ontario et mort à Calgary , joueur professionnel de hockey sur glace.